# روبکوو
روبکوو (به آلمانی: Rubkow) یک شهر در آلمان است که در فرپومرن-گرایفسوالد واقع شده‌است. روبکوو ۶۴۵ نفر جمعیت دارد.